# São Mamede de Ribatua
São Mamede de Ribatua es una freguesia portuguesa del concelho de Alijó, con 20,27 km² de área y 905 habitantes (2001). Densidad de población: 44,6 hab/km².